# Campylopus capillaceus
Campylopus capillaceus är en bladmossart som beskrevs av J. D. Hooker och William M. Wilson 1844. Campylopus capillaceus ingår i släktet nervmossor, och familjen Dicranaceae. Inga underarter finns listade i Catalogue of Life.